# Kostel svatého Cyrila a Metoděje (Řenče)
Kostel svatého Cyrila a Metoděje se nachází v obci Řenče, jihozápadně od Plzně. Byl postaven v letech 1869–1878 v pseudorománském slohu. Jedná se o nejvýznamnější stavbu v obci, která byla prohlášena kulturní památkou.

## Historie
První myšlenka o možnosti vystavět kostel v Řenčích pochází podle pramenů z roku 1849. Jeden z místních občanů, Václav Spelina, s několika dalšími místními občany projednal možnost výstavby s českobudějovickým biskupem Josefem Ondřejem Lindauerem, který ji schválil. V roce 1864 byla zvolena stavební komise, která vybrala vhodné místo. Pražské místodržitelství vydalo v roce 1867 stavební povolení.
Základy kostela byly vyměřeny v roce 1869 a téhož roku byl položen základní kámen. Krovy byly zvednuty v následujícím roce a v roce 1871 byl na kostelní věži umístěn kříž. Zvonek z místní kapličky byl do kostela umístěn hned potom, co do báně v kříži byly umístěny staré spisy týkající se místních událostí. V roce 1872 byly práce hrazené obcí z finančních důvodů zastaveny. Další finanční prostředky se zajistily např. prodejem obecní pastoušky a kovárny, a také i díky tomu, že se podařilo získat peníze od okolních obcí. Poté práce na výstavbě chrámu pokračovaly. Ukončeny byly v roce 1878.
8. listopadu 1878 byl zvon, původně umístěný v kostelíku ve Vícově, slavnostně převezen do Řeneč a následující den byl do věže kostela zavěšen. Zvon byl z Vícova do Řeneč zapůjčen u příležitosti slavnosti posvěcení kostela, jak je opakovaně zdůrazňováno. Poté, 10. listopadu 1878, byl kostel, který je zasvěcen sv. Cyrilu a Metodějovi, vysvěcen biskupem Františkem hrabětem ze Schönbornu za účasti Františka Příkosického, papežského tajného komořího a kaplana v Plané u Mariánských Lázní.
První pouť se konala v březnu 1879 a mši svatou sloužil přeštický děkan Emanuel Václav Řičák. V roce 1897 byly do kostela zakoupeny staré, špatně fungující varhany, které byly následně využity k sestavení nových varhan.

## Charakteristika a výzdoba kostela
Loď chrámu je 22 metrů dlouhá, 12 metrů široká, 12,5 metrů vysoká, o třech klenbách. Do kostela byl přenesen zvon a křtitelnice z kostelíka ve Vícově. Zvon je vysoký 0,77 m, má průměr 1 metr. Na hambalku je uveden letopočet 1722 a písmena p.M.I.p. Křtitelnice je barokní, dřevěná a na přední straně je umístěn znak kladrubského kláštera s písmeny I.S.M.C. (prelát Josef Sieber) s letopočtem 1748 a na boku je reliéf sv. Ambrože. ThDr. Petr Špelina daroval na hlavní oltář obraz svatého Cyrila a Metoděje a na levý oltář obraz Panny Marie.

## Současnost
Větších oprav se kostel dočkal v roce 1969, kdy byla nově pokryta věž kostela a v následujícím roce opravena střecha. Nicméně vzhledem k tomu, že se jeho stav zhoršoval, byl začátkem roku 1975 kostel okresním národním výborem pro nebezpečí zřícení uzavřen. V témže roce byl však svépomocí opraven, staticky zajištěn a zkolaudován.
V roce 1996 byla nově pokryta věž kostela mědí, osazen nový kříž, vsazena nová okna, vyměněny dveře a bylo nově omítnuto venkovní zdivo. V témže roce byl řenečský kostel rozhodnutím MK ČR pod č. j. 8087/94 prohlášen kulturní památkou. V roce 1997 se provedla výměna střešní krytiny (nahrazena taškami) a byly osazeny nové měděné okapové žlaby a svody.
V létě 2016 byla podepsána smlouva o převodu vlastnictví kostela z římskokatolické farnosti Blovice na obec Řenče. Nyní obec připravuje podklady k podání žádosti o dotaci na opravu kostela.